# Blepisanis andreaei
Blepisanis andreaei är en skalbaggsart som först beskrevs av Stefan von Breuning 1960.  Blepisanis andreaei ingår i släktet Blepisanis och familjen långhorningar. Inga underarter finns listade.